# 蒂瓦瓦內省

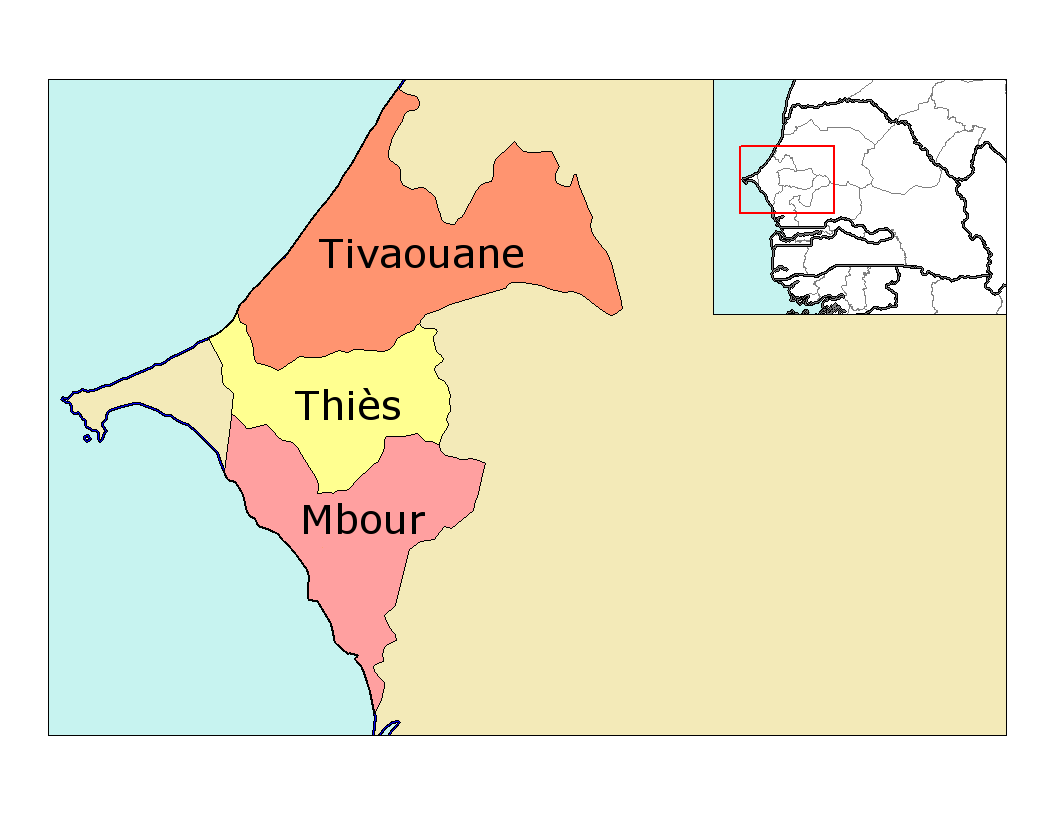

14°58′28″N 16°56′23″W / 14.97444°N 16.93972°W
蒂瓦瓦內省（法語：Département de Tivaouane），是塞內加爾的省份，位於該國西部，由捷斯區負責管轄，首府設於蒂瓦瓦內，南面是捷斯省，面積3,121平方公里，2013年人口452,172，人口密度每平方公里140人。